# Chavagne
Chavagne is een gemeente in het Franse departement Ille-et-Vilaine (regio Bretagne). De plaats maakt deel uit van het arrondissement Rennes. Chavagne telde op 1 januari 2022 4.562 inwoners.

## Geografie
De oppervlakte van Chavagne bedroeg op 1 januari 2022 12,44 vierkante kilometer; de bevolkingsdichtheid was toen 366,7 inwoners per km².

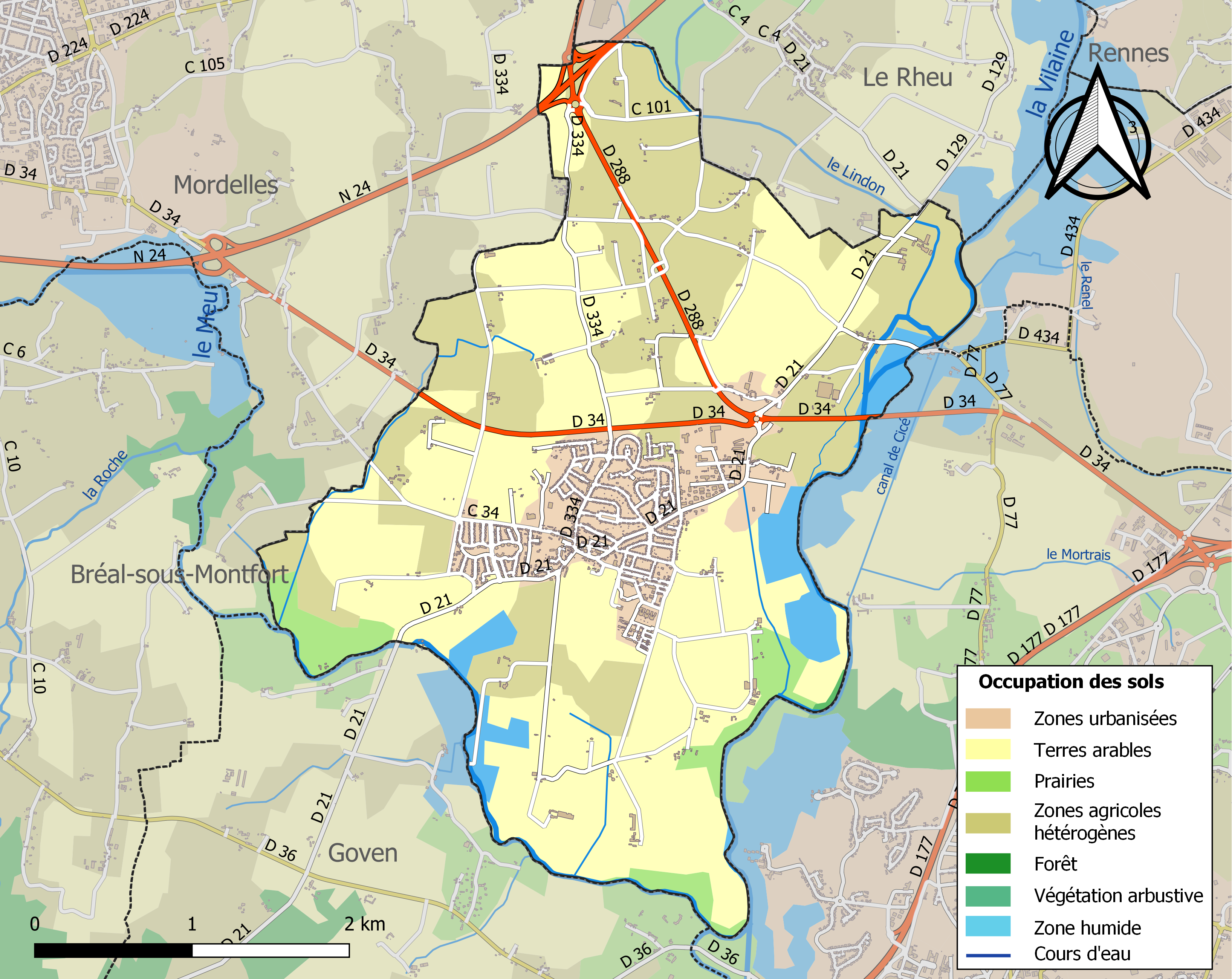
Kaart van de gemeente met belangrijkste infrastructuur, bodemgebruik en omliggende gemeenten

## Demografie
Onderstaande figuur toont het verloop van het inwonertal (bron: INSEE-tellingen).

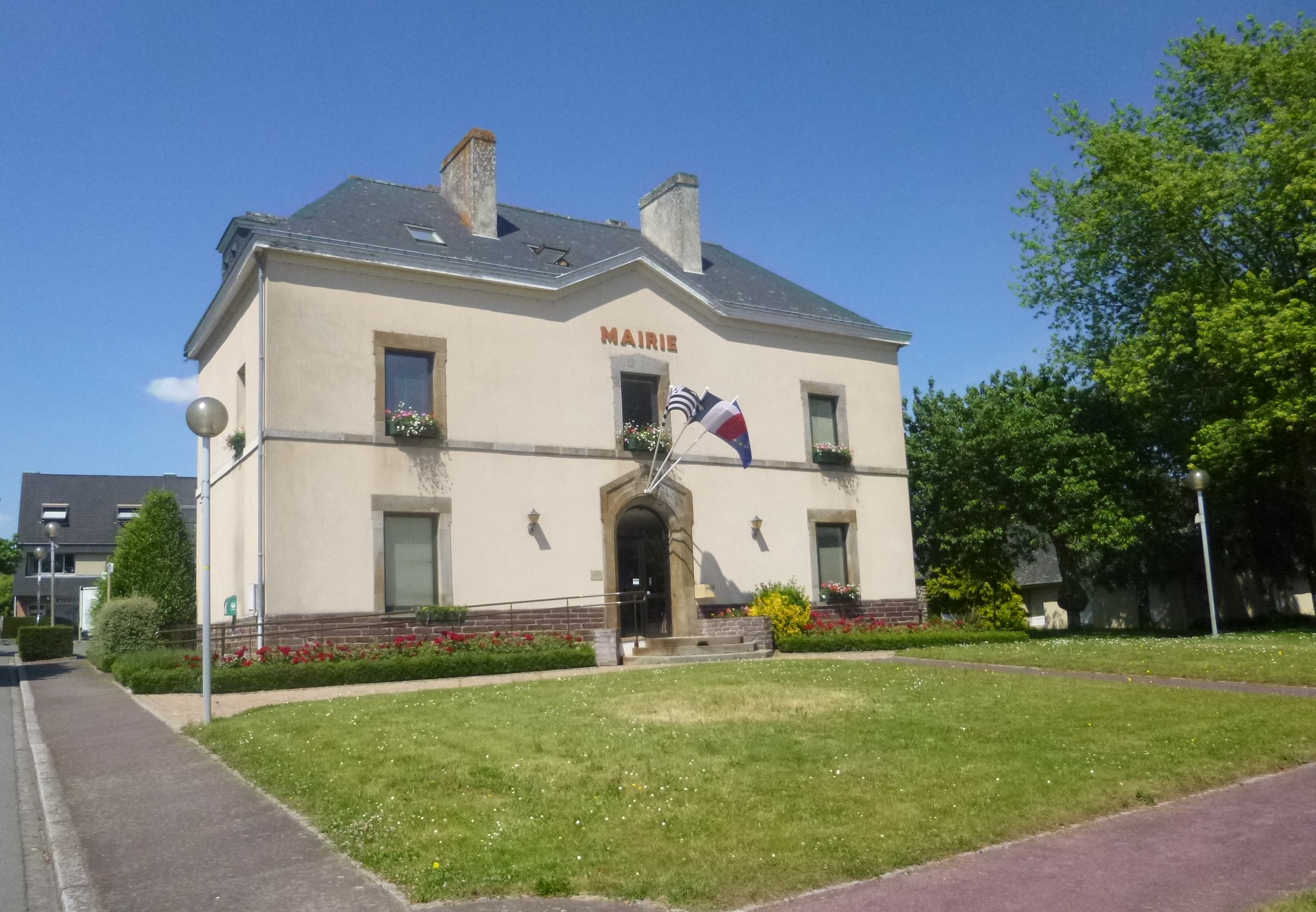
Gemeentehuis
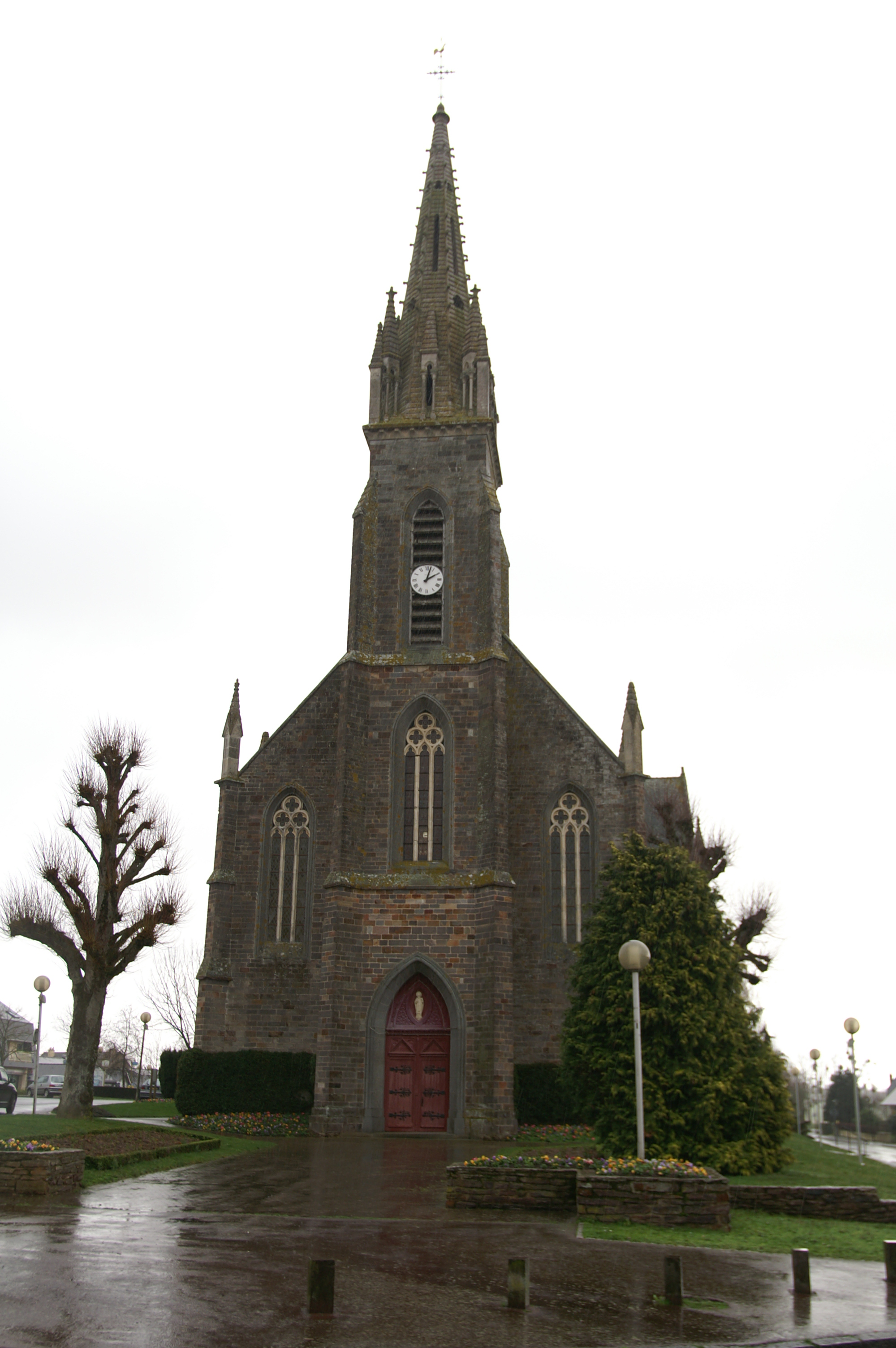
Église Saint-Martin
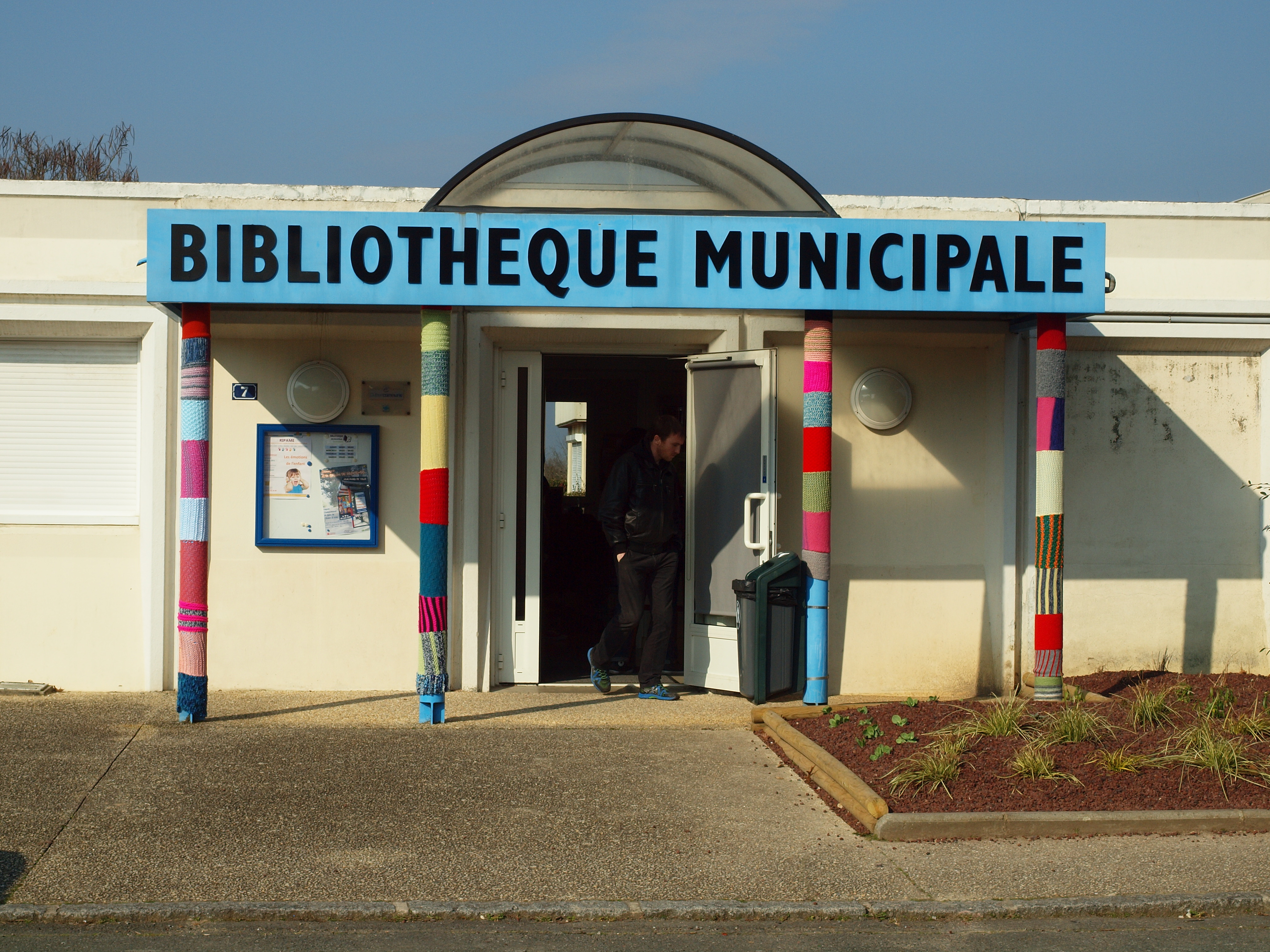
Bibliotheek
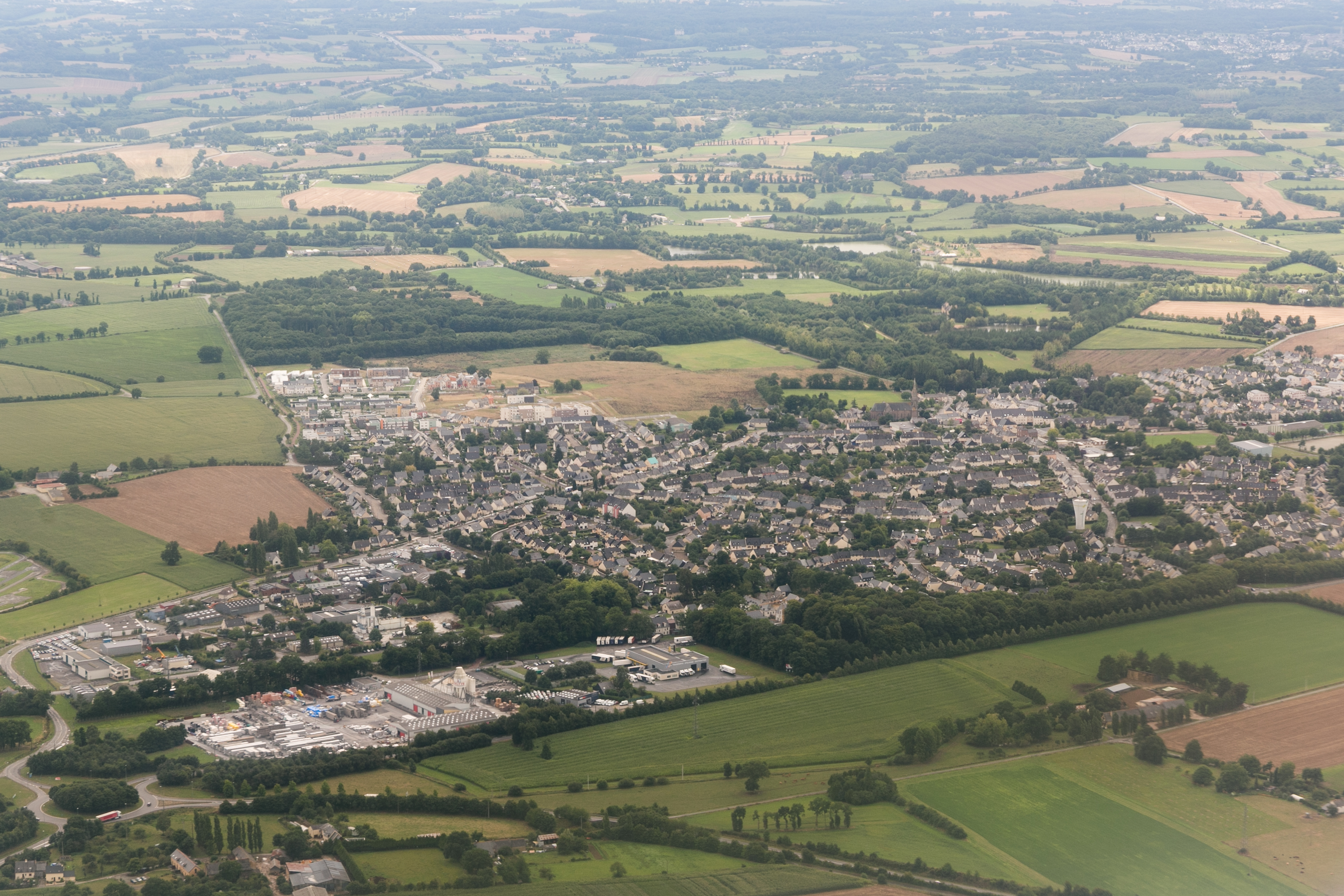
Gezicht op Chavagne